# Involtini alla siciliana

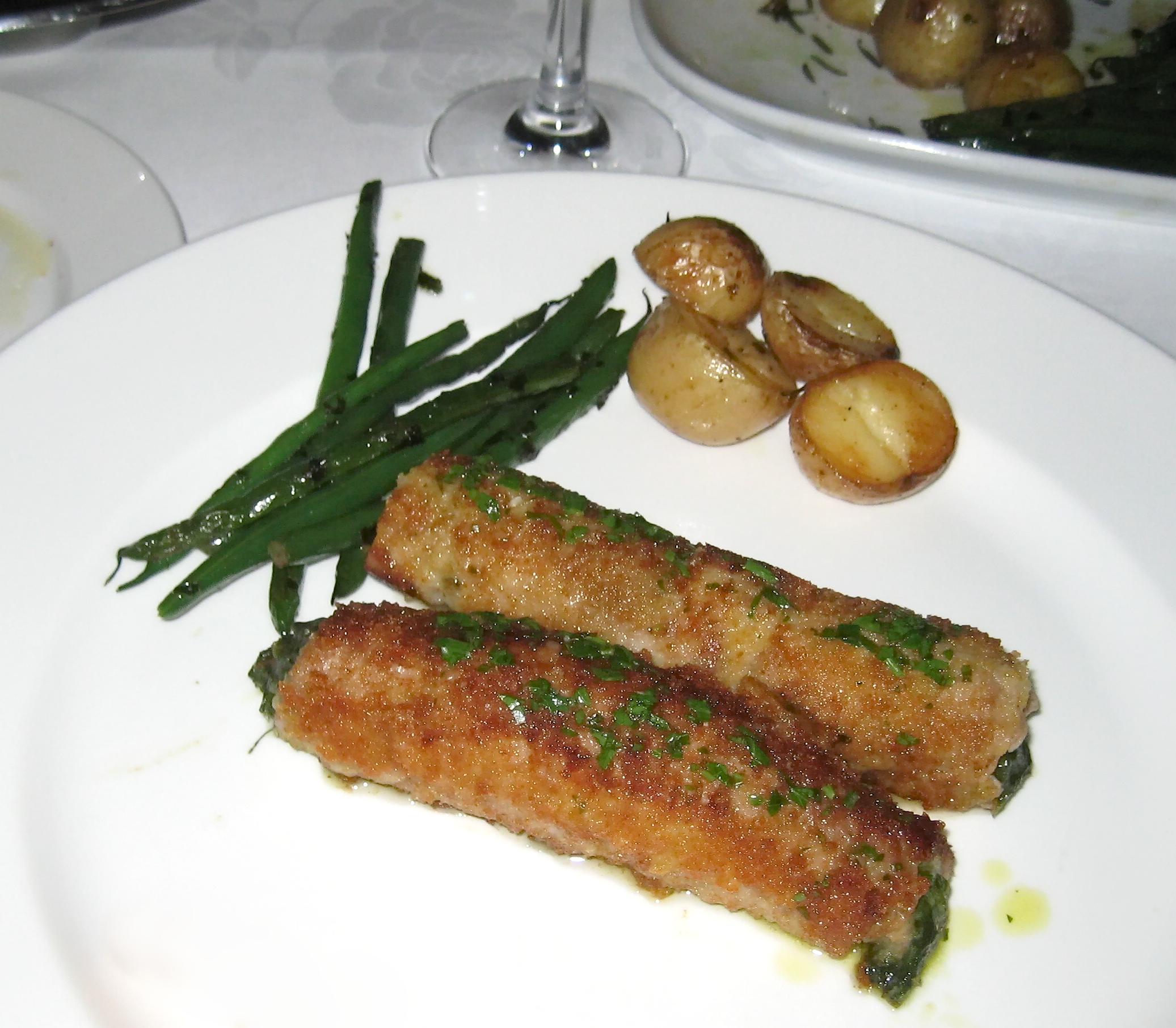
Involtini alla siciliana aus Kalbfleisch, hier mit grünen Bohnen und Kartoffeln

Die Involtini alla siciliana sind ein typisches Hauptgericht der sizilianischen Küche. Involtino ist das italienische Wort für Roulade, abgeleitet von voltare „umdrehen“.
Im Grundrezept werden für die Rouladen dünne Kalbfleischscheiben verwendet. Für die Füllung wird eine dicke Béchamelsauce mit Würfeln aus Parmaschinken und Pecorino, Pinienkernen und Brotbröseln angereichert und mit Lorbeer gewürzt. Die Kalbfleischscheiben werden kurz in Olivenöl angebraten, mit der Füllung bestrichen und aufgerollt. Anschließend werden die Rouladen im Ofen überbacken.
In der Region Messina werden statt des Kalbfleischs auch Schwertfischscheiben verwendet und für die Füllung statt des Schinkens Sardinenfilets. Serviert werden die Involtini alla siciliana meist mit Salat und frischem Brot. 